# 사타케 요시타다 (1730년)
사타케 요시타다(일본어: 佐竹義忠, 1730년 10월 26일 ~ 1787년 11월 3일)는 일본 에도 시대의 다이묘로, 아키타 신덴 번의 3대 번주이다. 어릴적 이름은 도미노스케(富之助)이며, 통칭은 다미야(多宮)이다.
교호 15년(1730년), 2대 번주 사타케 요시미치의 셋째 아들로 태어났다. 맏형 요시하루는 본가 구보타 번의 번주가 되었고, 둘째 형 요시토시는 요절하였기 때문에, 호레키 13년(1763년) 3월 29일, 아버지 요시미치의 적자가 되었다. 그해 4월 15일 쇼군 도쿠가와 이에하루를 알현하였고, 5월 14일, 아버지가 은거하면서 번주직을 계승하였다. 12월 9일에는 종5위하, 이키노카미에 서임되었다. 안에이 9년(1780년) 11월 7일, 양자 사타케 요시모토에게 가문을 계승하게 하고 은거하였다. 덴메이 7년(1787년)에 사망하였다.
| 전임 사타케 요시미치 | 제3대 아키타 신덴 번 번주 1763년 ~ 1780년 | 후임 사타케 요시모토 |